# MOST (Satellit)
MOST (Microvariability & Oscillations of Stars oder Microvariabilité & Oscillations Stellaires) war ein kanadisches Weltraumteleskop zur genauen Messung von Sternhelligkeiten. Es bestimmte Oszillationen von Sternen und entdeckte extrasolare Planeten durch die Veränderung der Helligkeit des Systems während eines Planetenumlaufs. Der Satellit konnte mit Hilfe eines CCD-Sensors scheinbare Helligkeitsunterschiede von nur einer Millionstel Größenklasse feststellen.

## Entwicklung, Aufbau und Kommunikation
MOST wurde von der kanadischen Firma Microsat Systems Canada Inc. (MSCI) entwickelt, in Zusammenarbeit mit der University of British Columbia, der University of Toronto, Spectral Applied Research, Ceravolo Optical Systems und AMSAT. Die Satellitenmasse von MOST beträgt nur 60 kg, man spricht daher auch von einem Mikrosatelliten.
Die Verbindung zu MOST bestand über die drei Bodenstationen in den Universitäten von Vancouver, Toronto und Wien. Jede der Stationen hatte täglich etwa fünf Überflüge von je zehn Minuten Dauer. Die Datenübertragungsrate betrug 38.400 bit/s im Downlink und 9.600 bit/s im Uplink.

## Missionsverlauf
MOST wurde am 30. Juni 2003 von einer russischen Rockot-Rakete von Plessezk aus in eine sonnensynchrone Umlaufbahn in ca. 820 km Höhe gebracht. So konnten die Solarzellen den Satelliten ständig mit Energie versorgen. MOST konnte einen bestimmten Stern ca. zwei Monate ohne Unterbrechung beobachten.
MOST war zu Beginn für die Beobachtung von etwa zehn Sternen innerhalb eines Jahres vorgesehen. Die Mission wurde jährlich verlängert, bis MOST über zehn Jahre im Weltraum war und Daten von über 5000 Sternen gesammelt hatte.
Im Herbst 2013 wurden die Betriebskosten den zu erwartenden Forschungsergebnissen und alternativen Beobachtungsmöglichkeiten gegenübergestellt. Nachdem MOST die Erwartungen schon weit übertroffen hatte, entschied die Canadian Space Agency (CSA), die laufenden Beobachtungen bis zum 9. September 2014 fortzuführen, danach sollte die MOST-Mission beendet werden.
Dennoch war das wissenschaftliche Interesse an MOST-Daten ungebrochen, und technische Probleme waren in naher Zukunft nicht zu erwarten. So übernahm MSCI den Satelliten von der CSA und stellte ihn gegen Entgelt interessierten Astronomen zur Verfügung.
Im März 2019 ging das Teleskop außer Betrieb.

## Ergebnisse
Im Jahr 2004 publizierten die Wissenschaftler, dass der nahe Stern Prokyon (α Canis Minoris) nicht so stark oszilliert wie ursprünglich angenommen.
2006 entdeckte man mit dem Teleskop eine bisher unbekannte Klasse von Riesensternen, die „slowly pulsating B supergiants“ (SPBsg), die sich von den Alpha-Cygni-Sternen unterscheiden.
Die Umlaufzeit des 2004 entdeckten Exoplaneten Janssen (55 Cancri e) wurde 2011 zu nur 17 Stunden bestimmt. Aus den geringen Helligkeitsschwankungen des Sterns Copernicus (ρ1 Cancri, 55 Cancri) konnte der Durchmesser und die Dichte des Planeten bestimmt werden. Janssen ist damit der dichteste bekannte Planet.

## Nachfolgeteleskope
Am 25. Februar 2013 wurde Kanadas zweites Weltraumteleskop NEOSSat in eine Umlaufbahn gebracht.
Ein ergänzendes Satellitenprojekt zu MOST ist BRITE, neben Kanada sind daran Österreich und Polen beteiligt.